# Thomas Kemper (Künstler)
Thomas Kemper (* 1957 in Steinfurt) ist ein deutscher Maler.

## Leben und Werk
Thomas Kemper besuchte von 1973 bis 1975 die Fachoberschule für Gestaltung in Münster und studierte von 1975 bis 1981 Malerei an der Fachhochschule für Kunst und Design in Köln. 2013 erhielt er den Förderpreis der Jakob-Eschweiler-Stiftung und 2022 ein Arbeitsstipendium der Stiftung Kunstfonds, Neustart Kultur. Er lebt und arbeitet in Köln.

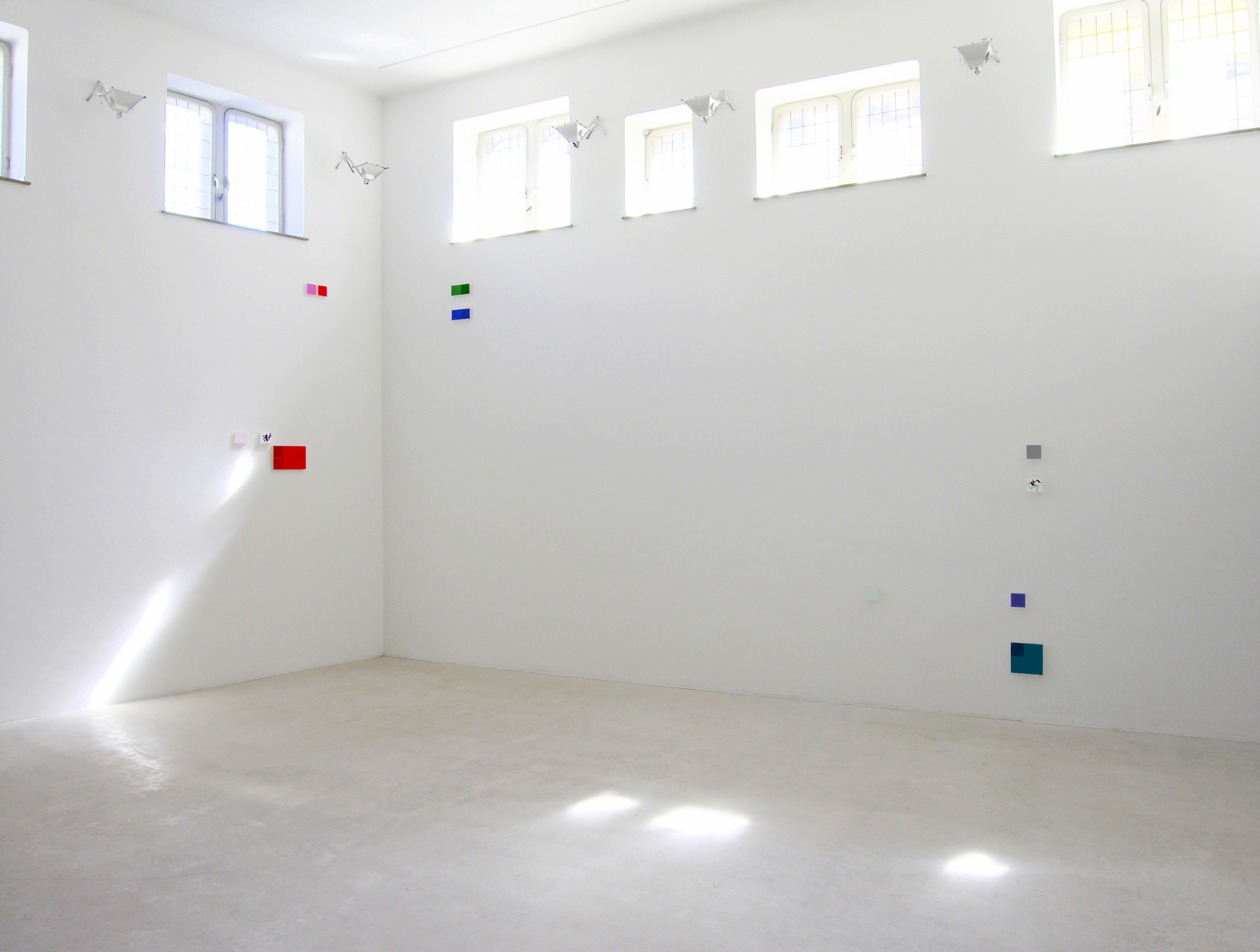
Ausstellungsansicht: Arbeiten auf Plexiglas in der artothek Köln, 2008

Kemper kombiniert in seinen Arbeiten Farbfeldmalerei mit gestischer Malerei. In den 1990ern geschah dies durch das An- und Übereinanderlegen von Farbfeldern, von denen einige mit einem Rakel eingetragene gestische Zeichnungen enthielten. Als Bildträger dienten Aluminiumplatten. Von 2005 bis 2014 befanden sich Farbflächen und gestischen Farbsetzungen auf kleinen separaten Plexiglasblöcken. Diese dienten im Ausstellungsraum als Elemente minimalistischer Bildkompositionen.

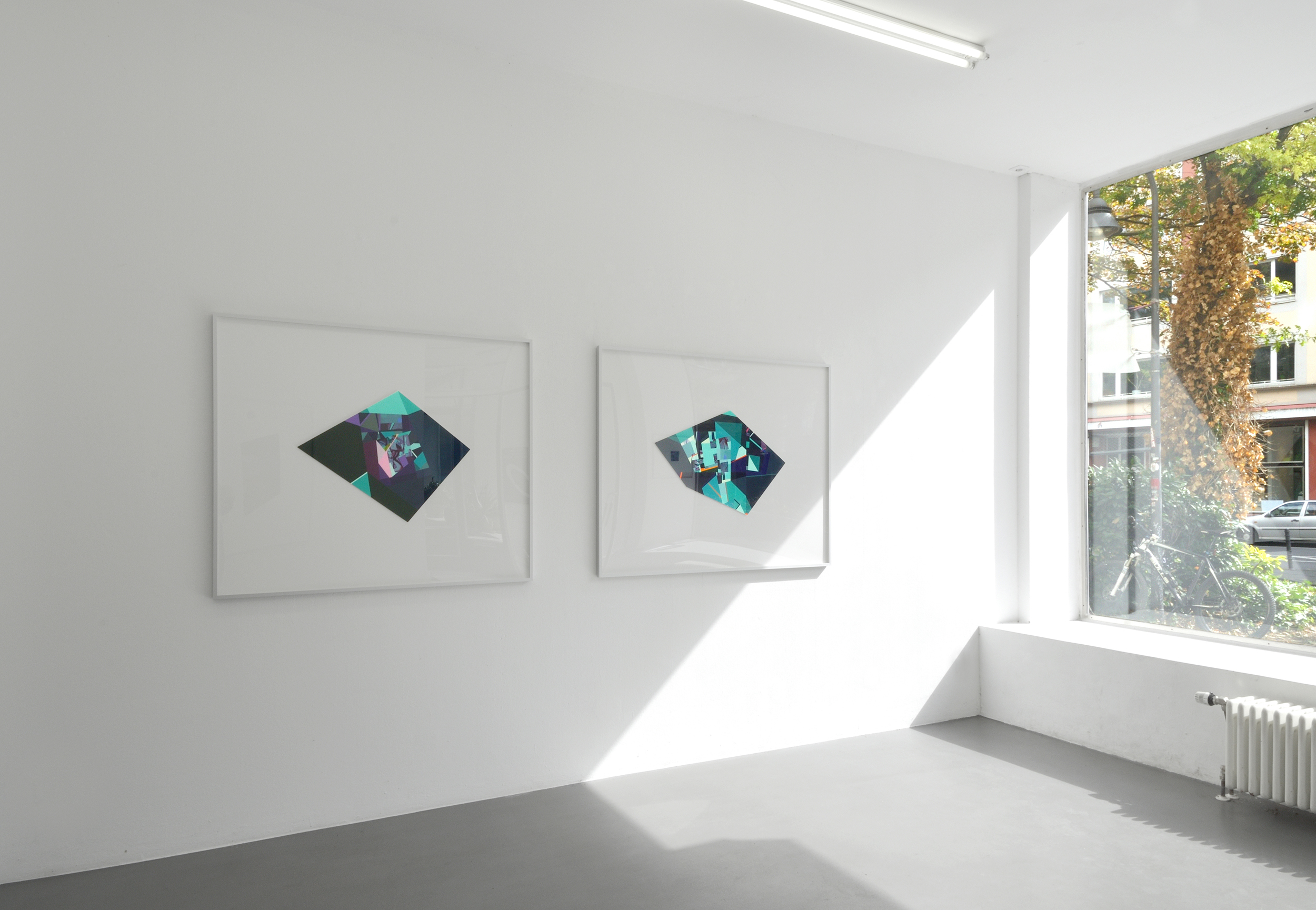
Arbeiten auf Papier, Aussstellungsansicht, Galerie Ulf Larsson, Köln 2022

Seit 2014 verwendet er Papier als Bildträger. Blätter mit monochromen Farbflächen und gestischen Farbsetzungen werden zerschnitten und wieder neu zusammengesetzt. Ab 2023 ersetzt er die Ölfarbe durch Wasserfarbe. Die monochromen Farbflächen entfallen.

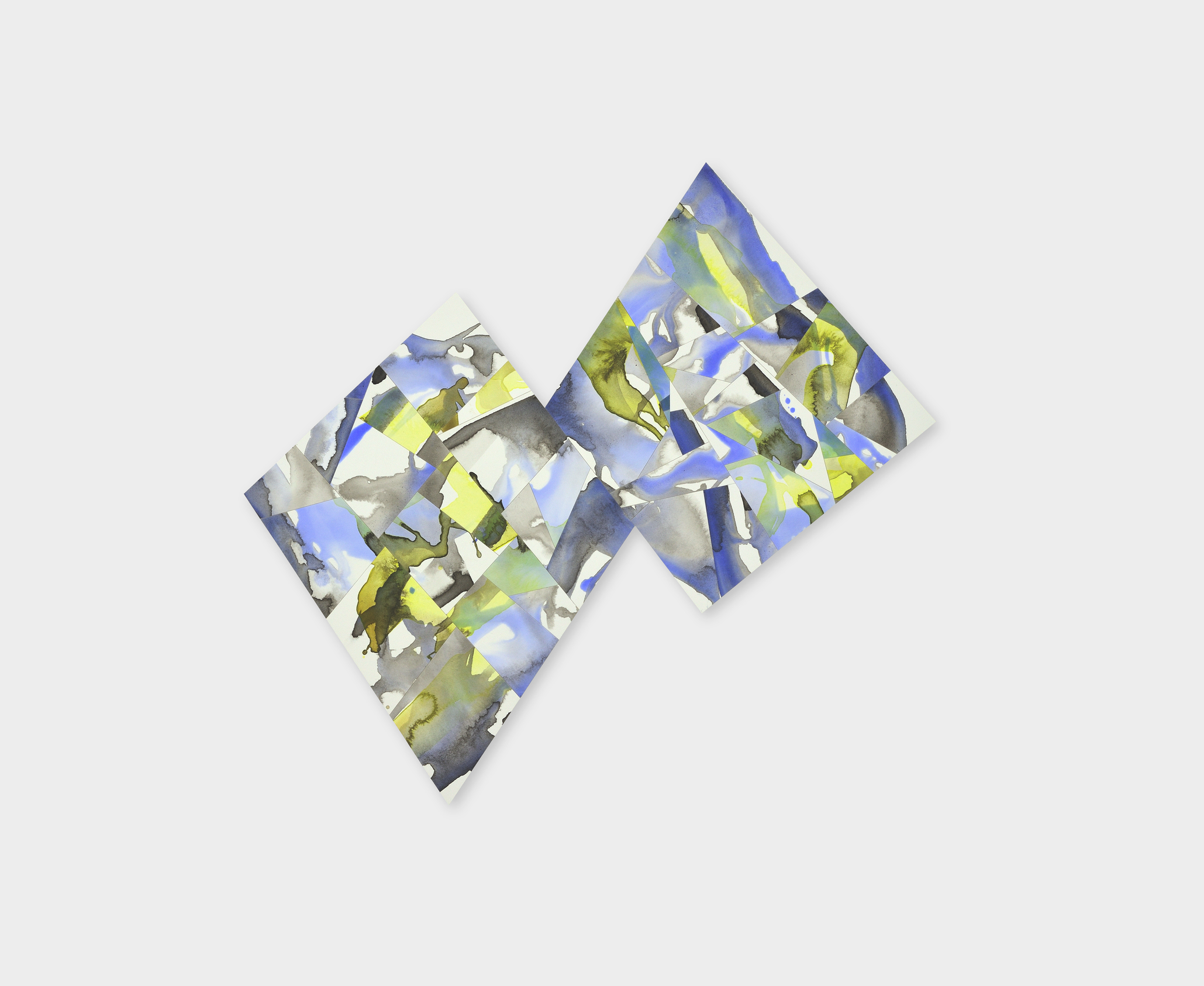
2024 - 06 - 02, Acrylfarbe auf Papier, 49 x 52 cm

## Rezeption
In der Malerei von Thomas Kemper geht es immer „um den Widerstreit zwischen kühler Perfektion und spontaner Geste.“ „Seine Arbeiten spielen komplexe Beziehungsmöglichkeiten durch, die nahezu diametral entgegengesetzte Phänomene in einen vielfältigen Zusammenhang einbinden, der ihnen jedoch ihre Einzigartigkeit belässt. In diesen aus Fragmenten aufgebauten Arbeiten herrscht eine quirlige, lustvolle und immer wieder neu zu verhandelnder Koexistenz von Autonomie und Eingebundensein, Ruhe und Bewegung, Auseinanderstreben und Zusammenhalt. Die Malerei eröffnet ein weites Feld assoziativer Erinnerungsbilder.“

## Öffentliche Sammlungen
- Kolumba-Museum, Köln
- Edith-Stein-Haus, Michaelsberg
- artothek Köln
- apoBank, Heilbronn

## Ausstellungen (Auswahl)
- 1995 Diözesanmuseum, Köln (jetzt Kolumba, Kunstmuseum)
- 1995 Kunstverein Bad Doberan
- 1997 Kunstverein Langenhagen
- 1997 White Box Gallery, Philadelphia, USA
- 2000 Galerie Michael Schneider, Bonn, mit Rainer Groß und Peter Tollens
- 2002 Galerie Michael Schneider, Bonn
- 2006 KunstWerk, Köln
- 2007 Galerie zone B, Berlin
- 2008 artothek Köln
- 2008 Verein für aktuelle Kunst / Ruhrgebiet - Oberhausen, mit Ulrich Wellmann und Alfonso Fratteggiani Bianchi
- 2009 Galerie zone B, Berlin
- 2009 Galerie Michael Schneider, Bonn, mit Josef Wolf
- 2010 Galerie zone E, Essen
- 2011 One-Artist-Show, zone B, Art form Berlin, Art Karlsruhe
- 2012 "imturm"Lutherkirche, Köln, mit Ulla Bönnen
- 2013 Galerie zone B, Berlin
- 2014 Galerie Ulf Larsson, Köln
- 2016 Galerie Carla Reul, Bonn
- 2016 Brühler Kunstverein
- 2017 Galerie Ulf Larsson, Köln, mit Claudia Larissa Artz
- 2017 Galerie zone E, Essen
- 2019 Labor Ebertplatz - PROJEKTGALERIE, Köln, mit Claudia R Picht
- 2022 Galerie Ulf Larsson, Köln
- 2022 Kunstraum jETZT, Essen
- 2022 Galerie JoLi, Berg aan de Maas, Urmond, NL mit Nelleke Beltjens und Sarah Walker
- 2024 – Schau Fenster Schau #9, Galerie r8m, Köln (mit Peter Dorn, Norbert Müller-Everling, Ivo Ringe)